# Браун, Артур (музыкант)
А́ртур Бра́ун (англ. Arthur Brown; настоящее имя Артур Вилтон, англ. Arthur Wilton, 24 июня 1942) — британский рок-музыкант и автор песен.
Прославился своим первым альбомом The Crazy World of Arthur Brown (1968) своей первой одноименной группы, но не сумел потом повторить успех. Браун был одним из пионеров ярких сценических шоу, активно используя грим и огненные спецэффекты (самый известный — горящие конструкции на голове).
Вместе с Артуром Брауном в The Crazy World of Arthur Brown играли органист Винсент Крэйн (позже организовал Atomic Rooster) и ударник Карл Палмер (помог Крэйну с Atomic Rooster, но прославился как участник супер-группы Emerson, Lake & Palmer).
В 1975 году Артур Браун снялся в экранизации рок-оперы The Who «Томми» Кена Рассела.
Самой известной композицией Брауна является «Fire». Речитативное вступление к «Fire» звучит в одноименной композиции The Prodigy, а также в семплированном варианте — в сингле «Lunchbox» группы Marilyn Manson. Оззи Осборн перепел «Fire» в своем альбоме Under Cover. В альбом Die Krupps Paradise Now (1997) включена кавер-песня в индастриал-аранжировке, ими же выпущен одноименный сингл.

## Дискография

### Arthur Brown Set
- 1966 — The Game Is Over (саундтрек)

### Crazy World of Arthur Brown
- 1968 — The Crazy World of Arthur Brown
- 1989 — Strangelands (записан в 1969)
- 1993 — Order From Chaos
- 2000 — Tantric Lover
- 2003 — Vampire Suite
- 2007 — Voice of Love
- 2013 — Zim Zam Zim

### Kingdom Come
- 1971 — Galactic Zoo Dossier
- 1972 — Kingdom Come
- 1973 — Journey
- 1994 — Jam (записан в 1970)

### Сольные альбомы
- 1975 — Dance
- 1977 — Chisholm in My Bosom
- 1982 — Requiem
- 1983 — Speak No Tech
- 2002 — The Legboot Album — Arthur Brown on Tour
- 2007 — Voice of Love
- 2022 — Long Long Road

### Другие альбомы
- 1976 — Tales of Mystery and Imagination (The Alan Parsons Project)
- 1979 — Dune (Клаус Шульце)
- 1979 — Time Actor (Richard Wahnfried)
- 1980 — Faster Than the Speed of Light (Vincent Crane)
- 1980 — ...Live.... (Клаус Шульце)
- 1984 — The Complete Tapes of Atoya (Craig Leon)
- 1988 — Brown Black And Blue (Jimmy Carl Black)
- 1998 — The Chemical Wedding (Брюс Дикинсон)
- 2000 — Curly's Airships (Judge Smith)
- 2007 — Fifteen Years After (All Living Fear)

### Сборники
- 1976 — Lost Ears (Kingdom Come)
- 2003 — Fire — The Story Of (Arthur Brown)